# Giovanni Francesco Susini

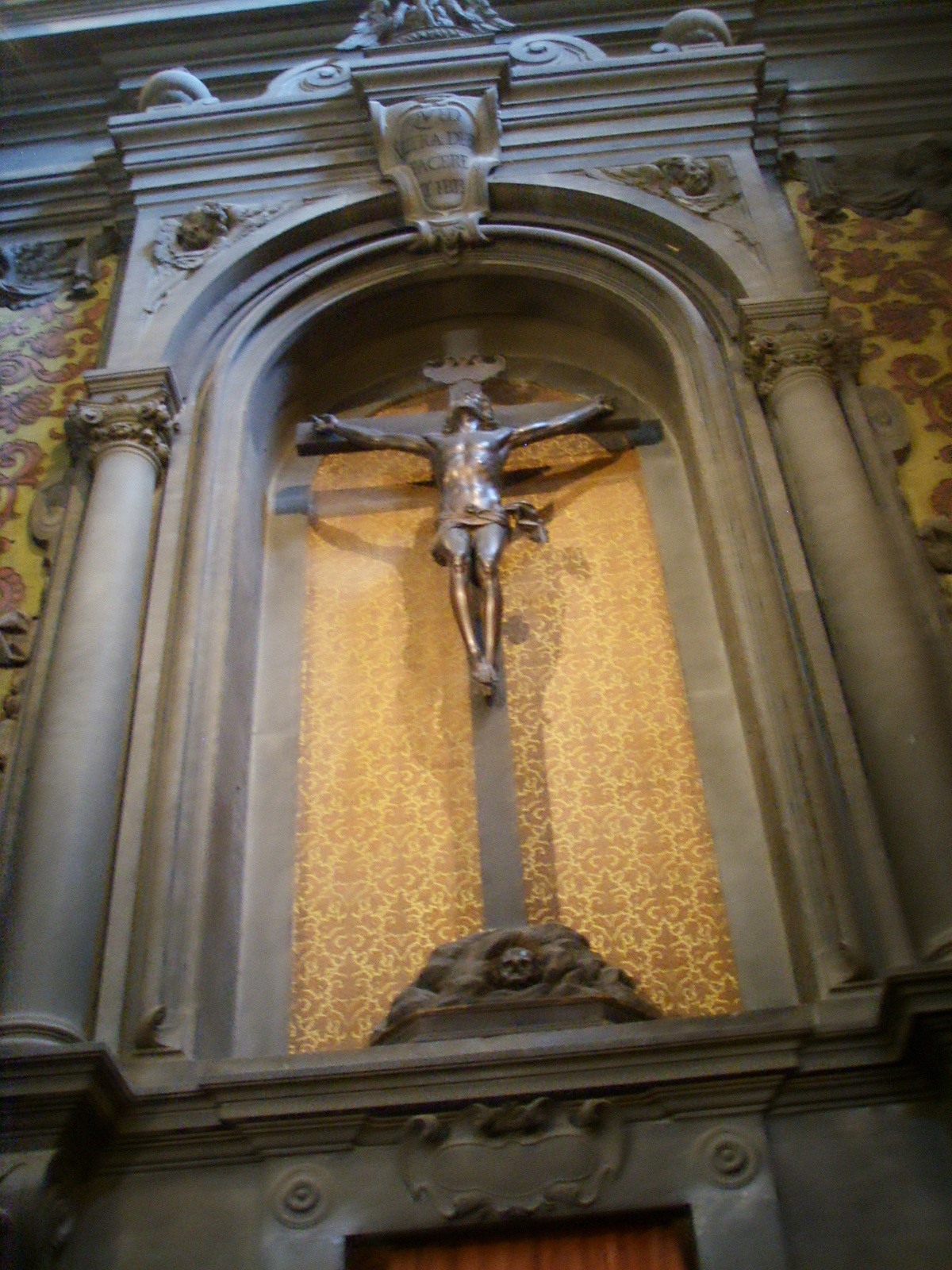
Crocefisso di Gianfrancesco Susini, Chiesa dei Santi Michele e Gaetano, Firenze.

Giovanni Francesco Susini (Firenze, 1585 circa – Firenze, 17 ottobre 1653) è stato uno scultore italiano della corrente manierista, cresciuto nella bottega del Giambologna.

## Biografia
Dal momento che il suo lavoro continuava a proporre lo stile tipico del Giambologna, le sue opere iniziarono ad essere scambiate per quelle del maestro già alla fine del XVII secolo.
Suo zio, Antonio Susini, era il principale collaboratore del Giambologna per la fusione del bronzo e il giovane Francesco ricevette ben presto i primi insegnamenti come ragazzo di bottega. Grazie ad un viaggio a Roma intrapreso tra il 1624 e il 1626 prese diretta visione delle opere dell'antichità classica e della scultura barocca allora emergente, anche se perdurò nel suo stile manierista ormai ben definito. Realizzò delle copie in cera dell'Ermafrodito Borghese, appena scoperto, per replicarlo in bronzo una volta rientrato a Firenze. La sua riproduzione in bronzo del Laocoonte è basata su una copia di epoca ellenistica che si trova a Firenze.
Come scultore Susini è ricordato soprattutto per le opere realizzate su commissione pubblica, come la Fontana del Carciofo (1641) che si può ammirare al meglio dalla finestra centrale del "piano nobile" di Palazzo Pitti, affacciata sul giardino. Il progetto finale dell'opera, secondo il biografo degli artisti del tempo Filippo Baldinucci era stato completato ed approvato nel 1639 ma come molte opere d'arte commissionate dai Medici la realizzazione della fontana fu di fatto il frutto di un lavoro di squadra ed ebbe una storia complicata. Ad esempio, alcuni dei putti erano già stati scolpiti da Susini e dai suoi assistenti nel 1621.
La prima commissione ottenuta da Susini da parte dei Medici fu, nel 1614 un bassorilievo bronzeo destinato a decorare l'altare di una cappella. Anche in quel caso fu necessario un lavoro a più mani: lo scultore Orazio Mochi (morto nel 1625) ricevette l'incarico -probabilmente non molto apprezzato dall'artista - di realizzare una statua per il Giardino di Boboli che rappresentava uno dei temi tipici della pittura dell'epoca, ovvero due uomini che si sfidano al gioco popolare del saccomazzone. Aiutato da principio da Romolo Ferrucci del Tadda (morto nel 1621), Susini fece una copia in bronzo dell'opera di dimensioni ridotte e la pose su un piccolo piedistallo ovale che esalta lo sforzo delle due figure intente a colpirsi selvaggiamente. Anche altre sculture di Susini furono poste a decorazione del Giardino di Boboli; un Cupido che spezza un cuore con un martello e un Cupido che scaglia una freccia fanno parte dell'elaborata composizione allegorica della Vasca dell'Isola che si trova sul secondo asse.
Susini firmò pochi dei suoi lavori. Un Bacco da lui firmato si trova al Louvre Esistono alcune sue statuette in bronzo firmate: 
- Il Rapimento di Elena , firmato e datato 1627 è al J. Paul Getty Museum di Los Angeles
- Venere brucia le frecce di Amore, firmata IO. FR. SUSINI-FLOR. F. MDC. XXXIX e Venere punisce Amore firmata IO. FR. SUSINI FLOR. FAC. M. DC. XXXVIIII, consegnate entrambe da André Le Nôtre al suo mecenate Luigi XIV di Francia nel 1693 e Gallo suicida,tutte esposte al Louvre
- Davide con la testa di Golia, al Museo Liechtenstein di Vienna è firmato FRAN.SVSINI F..

Susini lavorò sempre nella fonderia di bronzo di famiglia. Secondo Baldinucci, Giovanni e Antonio Susini continuarono a servirsi dei modelli del Giambologna anche dopo la morte del maestro realizzando per i loro committenti sculture in bronzo finemente lavorate. Come quelli del Giambologna, anche i progetti originali di Susini tendono a prevedere due o tre figure unite in una composizione complessa ma bilanciata, concepita per poter essere apprezzata da diversi punti di vista. Molte delle sue opere, grazie alle loro dimensioni ridotte, potevano essere facilmente trasportate e vendute anche al di fuori della Toscana.
Uno dei soggetti tipici del Giambologna in cui in seguito si distinse anche Susini, è l'antico tema degli animali in lotta, ispirati da prototipi ellenistici, che gli artisti avevano potuto ammirare grazie alle copie di epoca romana. Ad esempio, la coppia di bronzetti Leone che attacca un cavallo e Leopardo che attacca un toro, donati alla Frick Collection di New York nel 2004, furono ispirati dai frammenti di un leone e di un torso di cavallo che erano stati esposti al Campidoglio mentre l'artista era in vita.